# 蘇楷
蘇楷 ，唐朝至五代十国后梁、后唐官员，其父亲蘇循。
苏楷在乾宁二年举进士及第，宦官上奏：“今年进士二十余人，侥幸获取的占半数，舆论以为不可。”唐昭宗派遣学士陆扆、冯渥重试于云韶殿，以苏楷、卢赓等四人，诗句卑劣，更无学业，敢窃取科名，不得再赴举场，苏楷以此惭愧怀恨。唐昭宗遇弑后，唐哀帝嗣位，苏楷为起居郎，他依附柳璨、张廷范获得重用。他对张廷范说：“谥号，以信为贵。之前有司谥先帝为‘昭’，名实不符，张公为太常卿，我是史官也，不可不言。”于是上疏驳议，说昭宗宦官凶狂、宫女悖乱，不能用美谥。张廷范本是梁王朱全忠客将，求任太常卿不得，因此怨恨朝廷，把苏楷上疏下发给他，他说：“臣听说执事坚固叫做恭，乱而不损叫做灵，武而不遂叫做庄，在国逢难叫做闵，因事有功叫做襄，请改谥昭宗皇帝为恭灵庄闵皇帝，庙号襄宗。”梁太祖朱全忠即位后，敬翔非常讨厌苏循父子，对梁太祖说：“梁朝新建，应该任用正直之士以厚风俗，苏循父子、高贻休、萧闻礼无行，不可立于新朝。”于是父子都勒令归田里，到河中依附朱友谦。朱友谦叛梁降晋，苏循父子归顺晋王李存勖。苏楷在同光年间担任尚书员外郎。唐明宗即位，大臣想要治他驳谥之罪，忧愁而死。